# 1403 a tudományban
Az 1403. év a tudományban és a technikában.

## Események

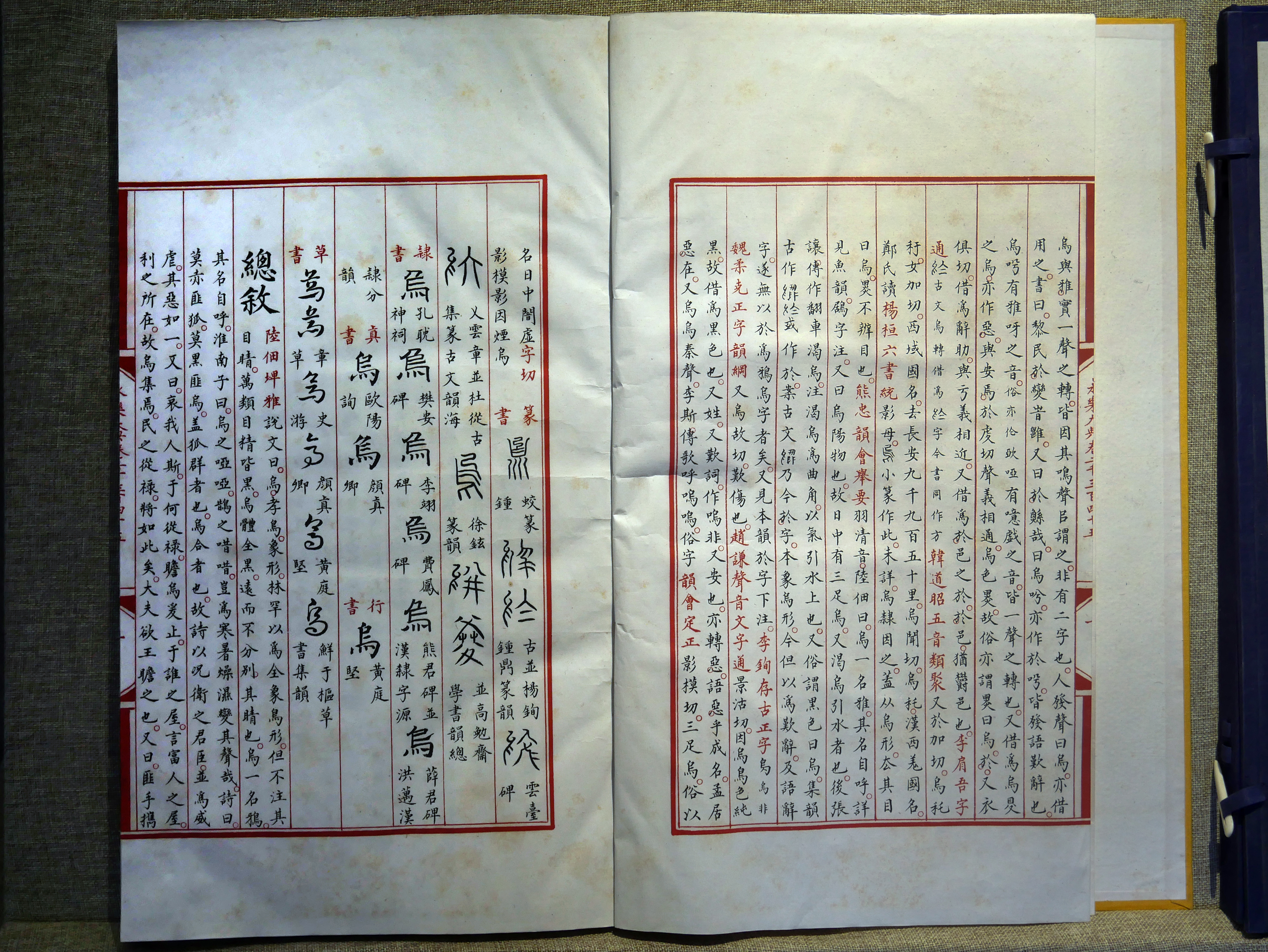
Oldalak a kínai enciklopédiából

- Jung-lö kínai császár hatalmas lexikont állít össze Jung-lö Enciklopédia (wd) címmel (mindössze 3 példány készül), mely 22 937 (más források szerint 11 092) címet tartalmaz.
- Velencében megnyílt a világ első közegészségügyi karanténállomása, hogy útját állja a pestisnek.

## Születések
- Ali Kuşçu török (perzsa átirat alapján: Ali Kúscsa /Ali Qushji/ (wd)) matematikus, csillagász, orvos, teológus († 1474)

## Halálozások
- Zénaddin Ali bun Hoszejn Ánszorí (Hajji Zayn al-Attar (wd)) perzsa orvos (ismeretlen időpontban)